# Sole tlenowych kwasów chloru
Sole tlenowych kwasów chloru – organiczne i nieorganiczne związki chemiczne, sole 4 tlenowych kwasów chloru. Są silnymi utleniaczami, ogrzewane wobec reduktorów mogą rozkładać się wybuchowo. Są zwykle dobrze rozpuszczalne w wodzie. Wraz ze zwiększającą się wartościowością atomu centralnego zmniejszają się właściwości utleniające związku.

## Systematyka
| Wzór anionu | Nazwa systematyczna IUPAC (addytywna) | Nazwa półsystematyczna | Nazwa Stocka  | Opis |
| ----------- | ------------------------------------- | ---------------------- | ------------- | --- |
| ClO−        | chlorydooksygeniany(1−)               | podchloryny            | chlorany(I)   | Sole kwasu podchlorawego HClO, nietrwałe. Silne utleniacze. Stosowane do dezynfekcji i jako środki bielące. |
| ClO− 2      | dioksydochlorany(1−)                  | chloryny               | chlorany(III) | Sole kwasu chlorawego HClO 2. Trwalsze od podchlorynów, stosowane jako środki bielące. |
| ClO− 3      | trioksydochlorany(1−)                 | chlorany               | chlorany(V)   | Sole kwasu chlorowego HClO 3. Słabsze utleniacze niż podchloryny i chloryny. Stosowane do wyrobu zapałek, fajerwerków i materiałów wybuchowych.                                                                                                  |
| ClO− 4      | tetraoksydochlorany(1−)               | nadchlorany            | chlorany(VII) | Sole kwasu nadchlorowego HClO 4. Najsłabsze utleniacze z całego szeregu chloranów, używane do wyrobu materiałów wybuchowych. Nadchloran potasu, rubidu, cezu i amonu to jedne z nielicznych słabo rozpuszczalnych soli zawierających te kationy. |

Nazwy w systemie Stocka są stosowane w polskim szkolnictwie. IUPAC zaleca stosowanie nazw systematycznych, jednak akceptuje też nazwy półsystematyczne.